# Калачихин, Валерий Алексеевич
Вале́рий Алексе́евич Калачи́хин (20 мая 1939, совхоз «Вторая Пятилетка», Ленинградский район, Краснодарский край — 27 ноября 2014, Ростов-на-Дону) — советский волейболист, игрок сборной СССР (1963—1964). Олимпийский чемпион летних игр в Токио (1964). Связующий. Заслуженный мастер спорта СССР (1990).

## Спортивная карьера
Выступал за команды «Буревестник» и СКА (Ростов-на-Дону). В составе сборной РСФСР в 1963 году стал серебряным призёром чемпионата СССР и Спартакиады народов СССР.
В сборной СССР в официальных соревнованиях выступал в 1963—1964 годах. В её составе стал олимпийским чемпионом 1964 и бронзовым призёром чемпионата Европы 1963.
После окончания в 1969 году игровой карьеры работал тренером команды СКА Ростов-на-Дону. Тренировал армейские волейбольные команды Вьетнама и Мадагаскара.
В 2000 году был награждён Почётным Знаком «За заслуги в развитии физической культуры и спорта».
Скончался 27 ноября 2014 года в Ростове-на-Дону.
В 2022 году именем Валерия Калачихина назван розыгрыш Кубка России среди мужских команд высшей лиги «А» — Кубок Калачихина.

## Источник
- Волейбол: Энциклопедия / Сост. В. Л. Свиридов, О. С. Чехов. — Томск: Компания «Янсон», 2001.